# Lake Waikaremoana
Der Lake Waikaremoana ist ein See im Wairoa District der Region Hawke’s Bay auf der Nordinsel von Neuseeland.

## Geographie
Der Lake Waikaremoana, der sich im Gebiet des Te Urewera befindet, liegt rund 36 km nordwestlich von Wairoa entfernt, einer Stadt an der Hawke Bay und der Ostküste der Nordinsel. Gisborne ist rund 73 km östlich zu finden und Napier liegt rund 75 km südlich des Sees. Auf einer Höhe von 582 m liegend erstreckt sich der See mit seinen Verzweigungen über eine Fläche von 55,7 km² Gänzlich von Wald umgeben liegt der See eingebettet zwischen der Panekiri Range im Süden, der Otaunoa Range im Westen, der Ngamoko Range im Osten und kleineren, knapp über 1000 m hohen Bergen und Gebirgszügen im Norden.
Die Seitenarme des Sees sind von West nach Ost aufgeführt:
- der Waikaremoana (Wairau Arm),
- das Whanganui Inlet,
- das Mōkau Inlet und
- das Whanganuioparua Inlet[1]

Gespeist wird der See durch zahlreiche kleinere und größere Bäche und Streams. Sein Wassereinzugsgebiet beträgt 373 km². An seinem südlichsten Ende wird der Lake Waikaremoana einerseits über ein Fallrohr und anderseits über einen sogenannten Spillway (Hochwasserüberlauf) entwässert, der das Wasser dem Lake Kaitawa und danach dem Lake Whakamarino zuführt und über die beiden Wasserkraftwerke zur Stromerzeugung dient. Nachfolgend wird dann das Wasser über einen weiteren Bach dem Waikaretāheke River übergeben.

## Entstehung
Radiokarbondatierungen von Bäumen, die von dem Lake Waikaremoana überflutet wurden, deuten darauf hin, dass der See vor etwa 2200 Jahren entstanden ist. Das Vorhandensein von Tephra in dem größeren Erdrutsch, das aus dem Vulkanausbruch des Waimihia stammt, deutet darauf hin, dass dieser Teil des Dammes mindestens 3300 Jahre alt ist.

## Lake Waikaremoana Great Walk
Der Wanderweg des Lake Waikaremoana Great Walk ist für eine 4-tägige Wanderung gedacht und startet von der kleinen Siedlung Onepoto aus über dem Kamm der Panekiri Range, hinunter zur Waiopaoa Hut und von dort aus weiter entlang des Sees nach Norden. Nördlich des Whanganui Inlet endet der Track dann nach insgesamt 46 km.

## Stromerzeugung
In den Jahren 1929 bis 1948 wurden drei Kraftwerke südsüdöstlich des Abflusses vom Lake Waikaremoana errichtet. Bereit im Jahr 1904 wurde dem See ein großes Potential zur Stromerzeugung attestiert. Dagegen sprach aber zunächst die Abgeschiedenheit des Gewässers. Auf Drängen der Bevölkerung in der Gegend wurde 1920 zunächst ein provisorischen Kraftwerk errichtet, dass zum Teil die Bevölkerung mit Strom versorgte und zum anderen Teil für die Bauarbeiten an einem permanenten Kraftwerk reserviert waren. Da der Strombedarf aber ständig wuchs wurden nacheinander die Tuai Power Station (1929), die Piripaua Power Station (1943) und die Kaitawa Power Station (1947) errichtet.